# CHM (định dạng tập tin)
CHM là phần mở rộng tên file (tập tin) trong đĩa cứng lưu trữ nhiều trang Web và được tổ chức dưới dạng cây thư mục. Nó còn được gọi là một HTML Help.

## Soạn thảo
Để soạn thảo file CHM, bạn cần sử dụng các phần mềm chuyên dụng để tạo tập tin có định dạng CHM.

### HTM2CHM
Đây là phần mềm chuyển đổi các file htm hay html sang chm.
Cách sử dụng: Tạo thư mục chứa dữ liệu, rồi tạo file hhc và hhk để lưu trữ cấu trúc, cuối cùng là chuyển đổi.

### FLY HELP
Đây là phần mềm phổ biến nhất để tạo file CHM. Nó được phát hành bởi hãng.
Các tính năng chính:
- Tạo ra HTML Help nhanh chóng.
- Tạo ra Context-Sensitive Help.
- Chuyển đổi 1 HTML Help.
- Chuyển đổi 1 HTML Help (CHM) sang định dạng mà PDA có thể đọc nó.
- Chỉnh sửa file HTML Help (CHM) trực tiếp.
- Nhập nhiều file HTML Help (CHM).
- Decompile (Biên dịch ngược) nhiều file HTML Help (CHM).
- Tách file nguồn từ file CHM.
- Thiết kế bảng cho (TOC) và Indexes trong mode WYSIWYG.
- Hợp nhất dễ dàng các Flash movies (.swf files) sang file HTML Help (CHM).
- Xuất Microsoft HTML Help Workshop project (.hhp file).
- Xuất Fly Help project (.pcm file) sang Microsoft HTML Help Workshop project (.hhp file).
- Chỉnh sửa HTML files (.htm,.html files) trong chức năng WYSIWYG.

## Ứng dụng
File CHM có nhiều ứng dụng trong tin học, ví dụ:
- Tạo ra nhiều sách điện tử (ebook), dễ dàng chia sẻ cho mọi người.
- Tạo tài liệu hướng dẫn sử dụng các phần mềm.